# Marcelo Vieira da Silva Júnior
Marcelo Vieira da Silva Júnior (Rio de Janeiro, 12 mei 1988) - alias Marcelo - is een voormalig Braziliaans voetballer die als linksback speelde. Hij speelde voor Fluminense, Real Madrid en Olympiakos. Marcelo speelde tevens van 2006 tot 2018 in het Braziliaans voetbalelftal. Hij heeft ook de Spaanse nationaliteit. Marcelo wist met twee verschillende clubs de belangrijkste continentale clubcompetitie te winnen; namelijk de UEFA Champions League met Real Madrid en de CONMEBOL Libertadores met Fluminense.

## Clubcarrière

### Fluminense
Marcelo begon op 9-jarige leeftijd met voetballen en vanaf zijn dertiende stond hij onder contract bij Fluminense. Hij kwam uit een zeer arm milieu en overwoog te stoppen met voetbal, maar zijn club beschouwde hem als een van hun 'kroonjuwelen' en zorgde ervoor dat hij bleef spelen. Van 2005 tot 2006 speelde hij in het eerste team van Fluminense, waarvoor hij in totaal zesendertig wedstrijden speelde en vier doelpunten maakte.

### Real Madrid
Op 14 november 2006 stemde Real Madrid officieel in met het contracteren van Marcelo. De 18-jarige slaagde voor zijn medische keuring en tekende een zesjarig contract bij de club, van 2007 tot 2013. Real Madrid betaalde ruim zeven miljoen euro voor de driekleurige revelatie.
Marcelo debuteerde als wisselspeler op 7 januari 2007 in een met 2–0 verloren competitiewedstrijd tegen Deportivo La Coruña. Op 14 april 2007 gaf toenmalig trainer Fabio Capello Marcelo zijn eerste basisplaats in de competitiewedstrijd tegen Racing de Santander.
Marcelo verliet Real Madrid na zestien seizoenen als speler met 25 gewonnen titels (waaronder vijfmaal de UEFA Champions League) in het Real Madrid-shirt. Hij speelde 527 wedstrijden en scoorde 38 doelpunten.

### Olympiakos
Op 3 september 2022 tekende Marcelo bij Olympiakos. In de laatste zestien van de Griekse beker scoorde hij drie doelpunten in twee wedstrijden tegen Atromitos. Op 18 februari 2023 beëindigde Marcelo zijn Olympiakos-contract en verliet de club na vijf maanden.

### Fluminense
Op 24 februari 2023 tekende Marcelo een contract tot het einde van 2024 bij Fluminense. Marcelo keerde hiermee na zeventien jaar terug bij de club waar hij zijn voetballoopbaan begon.

## Clubstatistieken
| Seizoen     | Club        | Competitie       | Competitie | Competitie | Competitie | Beker | Beker | Beker | Internationaal | Internationaal | Internationaal | Totaal | Totaal | Totaal |
| Seizoen     | Club        | Competitie       | Wed.       | Dlp.       | Ass.       | Wed.  | Dlp.  | Ass.  | Wed.           | Dlp.           | Ass.           | Wed.   | Dlp.   | Ass.   |
| ----------- | ----------- | ---------------- | ---------- | ---------- | ---------- | ----- | ----- | ----- | -------------- | -------------- | -------------- | ------ | ------ | ------ |
| 2005        | Fluminense  | Série A          | 1          | 0          | 0          | 0     | 0     | 0     | 0              | 0              | 0              | 1      | 0      | 0      |
| 2006        | Fluminense  | Série A          | 28         | 4          | 0          | 7     | 2     | 0     | 3              | 0              | 0              | 38     | 6      | 0      |
| Club Totaal | Club Totaal | Club Totaal      | 29         | 4          | 0          | 7     | 2     | 0     | 3              | 0              | 0              | 39     | 6      | 0      |
| 2006/07     | Real Madrid | Primera División | 6          | 0          | 0          | 0     | 0     | 0     | 0              | 0              | 0              | 6      | 0      | 0      |
| 2007/08     | Real Madrid | Primera División | 24         | 0          | 2          | 2     | 0     | 0     | 6              | 0              | 1              | 32     | 0      | 3      |
| 2008/09     | Real Madrid | Primera División | 27         | 4          | 5          | 2     | 0     | 0     | 5              | 0              | 0              | 34     | 4      | 5      |
| 2009/10     | Real Madrid | Primera División | 35         | 4          | 9          | 2     | 0     | 0     | 6              | 0              | 0              | 43     | 4      | 9      |
| 2010/11     | Real Madrid | Primera División | 32         | 3          | 6          | 6     | 0     | 1     | 12             | 2              | 3              | 50     | 5      | 10     |
| 2011/12     | Real Madrid | Primera División | 32         | 3          | 6          | 5     | 0     | 0     | 7              | 0              | 4              | 44     | 3      | 10     |
| 2012/13     | Real Madrid | Primera División | 14         | 0          | 0          | 3     | 0     | 0     | 2              | 1              | 1              | 19     | 1      | 1      |
| 2013/14     | Real Madrid | Primera División | 28         | 1          | 7          | 4     | 0     | 0     | 7              | 1              | 1              | 39     | 2      | 8      |
| 2014/15     | Real Madrid | Primera División | 34         | 2          | 8          | 5     | 1     | 0     | 14             | 1              | 2              | 53     | 4      | 10     |
| 2015/16     | Real Madrid | Primera División | 30         | 2          | 3          | 0     | 0     | 0     | 11             | 0              | 1              | 41     | 2      | 4      |
| 2016/17     | Real Madrid | Primera División | 30         | 2          | 10         | 3     | 1     | 1     | 14             | 0              | 2              | 47     | 3      | 13     |
| 2017/18     | Real Madrid | Primera División | 28         | 2          | 6          | 2     | 0     | 1     | 14             | 3              | 4              | 44     | 5      | 11     |
| 2018/19     | Real Madrid | Primera División | 23         | 2          | 2          | 4     | 0     | 1     | 7              | 1              | 3              | 34     | 3      | 6      |
| 2019/20     | Real Madrid | Primera División | 15         | 1          | 4          | 4     | 1     | 0     | 4              | 0              | 3              | 23     | 2      | 7      |
| 2020/21     | Real Madrid | Primera División | 16         | 0          | 2          | 1     | 0     | 1     | 2              | 0              | 1              | 19     | 0      | 4      |
| 2021/22     | Real Madrid | Primera División | 12         | 0          | 2          | 3     | 0     | 0     | 3              | 0              | 0              | 18     | 0      | 2      |
| Club Totaal | Club Totaal | Club Totaal      | 386        | 26         | 72         | 46    | 3     | 5     | 114            | 9              | 26             | 546    | 38     | 103    |
| 2022/23     | Olympiakos  | Super League     | 5          | 0          | 2          | 2     | 3     | 0     | 3              | 0              | 0              | 10     | 3      | 2      |
| Club Totaal | Club Totaal | Club Totaal      | 5          | 0          | 2          | 3     | 0     | 0     | 3              | 0              | 0              | 10     | 3      | 0      |
| 2023        | Fluminense  | Série A          | 19         | 1          | 1          | 3     | 1     | 0     | 8              | 0              | 0              | 30     | 2      | 1      |
| 2024        | Fluminense  | Série A          | 23         | 1          | 1          | 3     | 0     | 0     | 12             | 2              | 1              | 38     | 3      | 2      |
| Club Totaal | Club Totaal | Club Totaal      | 71         | 6          | 2          | 13    | 3     | 0     | 23             | 2              | 1              | 107    | 11     | 3      |
| TOTAAL      | TOTAAL      | TOTAAL           | 462        | 32         | 76         | 62    | 6     | 5     | 140            | 11             | 27             | 663    | 52     | 111    |

## Interlandcarrière
Marcelo debuteerde op 5 september 2006 in het nationale elftal van Brazilië, in een oefeninterland tegen Wales. Hij nam in dat duel, gespeeld op White Hart Lane in Londen, de eerste treffer voor zijn rekening. Brazilië won het oefenduel met 2-0. Marcelo was een van de drie dispensatiespelers die door bondscoach Mano Menezes werden opgeroepen voor het Braziliaans olympisch voetbalelftal voor de Olympische Spelen van 2012 in Londen. De andere twee waren Zenit-spits Hulk en PSG-verdediger Thiago Silva. Hij nam met zijn vaderland deel aan het WK voetbal 2014 in eigen land en scoorde in de openingswedstrijd tegen Kroatië (3-1) in eigen doel.
| Interlands van Marcelo voor Brazilië | Interlands van Marcelo voor Brazilië | Interlands van Marcelo voor Brazilië | Interlands van Marcelo voor Brazilië | Interlands van Marcelo voor Brazilië | Interlands van Marcelo voor Brazilië | Interlands van Marcelo voor Brazilië |
| №                                    | Datum                                | Wedstrijd                            | Uitslag                              | Competitie                           | Goals                                | Assists                              |
| Als speler bij Real Madrid           | Als speler bij Real Madrid           | Als speler bij Real Madrid           | Als speler bij Real Madrid           | Als speler bij Real Madrid           | Als speler bij Real Madrid           | Als speler bij Real Madrid           |
| ------------------------------------ | ------------------------------------ | ------------------------------------ | ------------------------------------ | ------------------------------------ | ------------------------------------ | ------------------------------------ |
| 1.                                   | 5 september 2006                     | Brazilië – Wales                     | 2 – 0                                | Vriendschappelijk                    | 1                                    | 0                                    |
| 2.                                   | 5 juni 2007                          | Turkije – Brazilië                   | 0 – 0                                | Vriendschappelijk                    | 0                                    | 0                                    |
| 3.                                   | 26 maart 2008                        | Brazilië – Zweden                    | 1 – 0                                | Vriendschappelijk                    | 0                                    | 0                                    |
| 4.                                   | 20 november 2008                     | Brazilië – Portugal                  | 6 – 2                                | Vriendschappelijk                    | 0                                    | 1                                    |
| 5.                                   | 10 februari 2009                     | Brazilië – Italië                    | 2 – 0                                | Vriendschappelijk                    | 0                                    | 0                                    |
| 6.                                   | 29 maart 2009                        | Ecuador – Brazilië                   | 1 – 1                                | Kwalificatie WK 2010                 | 0                                    | 0                                    |
| 7.                                   | 5 september 2011                     | Brazilië – Ghana                     | 1 – 0                                | Vriendschappelijk                    | 0                                    | 0                                    |
| 8.                                   | 11 oktober 2011                      | Mexico – Brazilië                    | 1 – 2                                | Vriendschappelijk                    | 1                                    | 0                                    |
| 9.                                   | 28 februari 2012                     | Bosnië en Herzegovina – Brazilië     | 1 – 2                                | Vriendschappelijk                    | 1                                    | 0                                    |
| 10.                                  | 26 mei 2012                          | Denemarken – Brazilië                | 1 – 3                                | Vriendschappelijk                    | 0                                    | 0                                    |
| 11.                                  | 30 mei 2012                          | Verenigde Staten – Brazilië          | 1 – 4                                | Vriendschappelijk                    | 1                                    | 1                                    |
| 12.                                  | 3 juni 2012                          | Brazilië – Mexico                    | 0 – 2                                | Vriendschappelijk                    | 0                                    | 0                                    |
| 13.                                  | 9 juni 2012                          | Argentinië – Brazilië                | 4 – 3                                | Vriendschappelijk                    | 0                                    | 0                                    |
| 14.                                  | 7 september 2012                     | Brazilië – Zuid-Afrika               | 1 – 0                                | Vriendschappelijk                    | 0                                    | 0                                    |
| 15.                                  | 10 september 2012                    | Brazilië – China                     | 8 – 0                                | Vriendschappelijk                    | 0                                    | 2                                    |
| 16.                                  | 11 oktober 2012                      | Brazilië – Irak                      | 6 – 0                                | Vriendschappelijk                    | 0                                    | 0                                    |
| 17.                                  | 21 maart 2013                        | Italië – Brazilië                    | 2 – 2                                | Vriendschappelijk                    | 0                                    | 0                                    |
| 18.                                  | 25 maart 2013                        | Brazilië – Rusland                   | 1 – 1                                | Vriendschappelijk                    | 0                                    | 1                                    |
| 19.                                  | 2 juni 2013                          | Brazilië – Engeland                  | 2 – 2                                | Vriendschappelijk                    | 0                                    | 0                                    |
| 20.                                  | 9 juni 2013                          | Brazilië – Frankrijk                 | 3 – 0                                | Vriendschappelijk                    | 0                                    | 1                                    |
| 21.                                  | 15 juni 2013                         | Brazilië – Japan                     | 3 – 0                                | Confederations Cup                   | 0                                    | 0                                    |
| 22.                                  | 19 juni 2013                         | Brazilië – Mexico                    | 2 – 0                                | Confederations Cup                   | 0                                    | 0                                    |
| 23.                                  | 22 juni 2013                         | Italië – Brazilië                    | 2 – 4                                | Confederations Cup                   | 0                                    | 2                                    |
| 24.                                  | 26 juni 2013                         | Brazilië – Uruguay                   | 2 – 1                                | Confederations Cup                   | 0                                    | 0                                    |
| 25.                                  | 30 juni 2013                         | Brazilië – Spanje                    | 3 – 0                                | Confederations Cup                   | 0                                    | 0                                    |
| 26.                                  | 14 augustus 2013                     | Zwitserland – Brazilië               | 1 – 0                                | Vriendschappelijk                    | 0                                    | 0                                    |
| 27.                                  | 7 september 2013                     | Brazilië – Australië                 | 6 – 0                                | Vriendschappelijk                    | 0                                    | 0                                    |
| 28.                                  | 12 oktober 2013                      | Zuid-Korea – Brazilië                | 0 – 2                                | Vriendschappelijk                    | 0                                    | 0                                    |
| 29.                                  | 5 maart 2014                         | Zuid-Afrika – Brazilië               | 0 – 5                                | Vriendschappelijk                    | 0                                    | 0                                    |
| 30.                                  | 3 juni 2014                          | Brazilië – Panama                    | 4 – 0                                | Vriendschappelijk                    | 0                                    | 0                                    |
| 31.                                  | 6 juni 2014                          | Brazilië – Servië                    | 1 – 0                                | Vriendschappelijk                    | 0                                    | 0                                    |
| 32.                                  | 12 juni 2014                         | Brazilië – Kroatië                   | 3 – 1                                | WK 2014                              | 0                                    | 0                                    |
| 33.                                  | 17 juni 2014                         | Brazilië – Mexico                    | 0 – 0                                | WK 2014                              | 0                                    | 0                                    |

Bijgewerkt op 17 juni 2014.

## Erelijst
| Competitie              |            |                                                      |            |            |
| Competitie              | Aantal     | Jaren                                                |            |            |
| Fluminense              | Fluminense | Fluminense                                           | Fluminense | Fluminense |
| ----------------------- | ---------- | ---------------------------------------------------- | ---------- | ---------- |
| Campeonato Carioca      | 1x         | 2005, 2023                                           |            |            |
| Taça Rio                | 1x         | 2005                                                 |            |            |
| CONMEBOL Libertadores   | 1x         | 2023                                                 |            |            |
| CONMEBOL Recopa         | 1x         | 2024                                                 |            |            |
| Real Madrid             |            |                                                      |            |            |
| FIFA Club World Cup     | 4x         | 2014, 2016, 2017, 2018                               |            |            |
| UEFA Champions League   | 5x         | 2013/14, 2015/16, 2016/17, 2017/18, 2021/22          |            |            |
| UEFA Super Cup          | 3x         | 2014, 2016, 2017                                     |            |            |
| Primera División        | 6x         | 2006/07, 2007/08, 2011/12, 2016/17, 2019/20, 2021/22 |            |            |
| Copa del Rey            | 2x         | 2010/11, 2013/14                                     |            |            |
| Supercopa de España     | 5x         | 2008, 2012, 2017, 2019/20, 2021/22                   |            |            |
| Brazilië                |            |                                                      |            |            |
| FIFA Confederations Cup | 1x         | 2013                                                 |            |            |

1 Diego Alves ·
2 Rafinha ·
3 Alex Silva ·
4 Thiago Silva ·
5 Hernanes ·
6 Marcelo ·
7 Anderson ·
8 Leiva ·
9 Alexandre Pato ·
10 Ronaldinho  ·
11 Ramires ·
12 Renan ·
13 Ilsinho ·
14 Breno ·
15 Diego ·
16 Thiago Neves ·
17 Rafael Sóbis ·
18 Jô ·
Coach: Dunga
1 Gabriel ·
2 Rafael ·
3 Thiago Silva  ·
4 Juan Jesus ·
5 Sandro Raniere ·
6 Marcelo ·
7 Lucas Moura ·
8 Rômulo ·
9 Leandro Damião ·
10 Oscar ·
11 Neymar ·
12 Hulk ·
13 Bruno Uvini ·
14 Danilo ·
15 Alex Sandro ·
16 Ganso ·
17 Alexandre Pato ·
18 Neto ·
Coach: Menezes
1 Jefferson ·
2 Dani Alves ·
3 Thiago Silva  ·
4 David Luiz ·
5 Fernando ·
6 Marcelo ·
7 Leiva ·
8 Hernanes ·
9 Fred ·
10 Neymar ·
11 Oscar ·
12 Júlio César ·
13 Dante Bonfim ·
14 Filipe Luís ·
15 Jean ·
16 Réver ·
17 Luiz Gustavo ·
18 Paulinho ·
19 Hulk ·
20 Bernard ·
21 Jô ·
22 Diego Cavalieri ·
23 Jádson ·
Coach: Scolari
1 Jefferson ·
2 Dani Alves ·
3 Thiago Silva  ·
4 David Luiz ·
5 Fernandinho ·
6 Marcelo ·
7 Hulk ·
8 Paulinho ·
9 Fred ·
10 Neymar ·
11 Oscar ·
12 Júlio César ·
13 Dante Bonfim ·
14 Maxwell ·
15 Henrique ·
16 Ramires ·
17 Luiz Gustavo ·
18 Hernanes ·
19 Willian ·
20 Bernard ·
21 Jô ·
22 Victor ·
23 Maicon ·
Coach: Scolari
1 Alisson ·
2 Thiago Silva ·
3 Miranda ·
4 Geromel ·
5 Casemiro ·
6 Filipe Luís ·
7 Douglas Costa ·
8 Renato Augusto ·
9 Gabriel Jesus ·
10 Neymar ·
11 Coutinho ·
12 Marcelo  ·
13 Marquinhos ·
14 Danilo ·
15 Paulinho ·
16 Cássio ·
17 Fernandinho ·
18 Fred ·
19 Willian ·
20 Firmino ·
21 Taison ·
22 Fagner ·
23 Ederson ·
Coach: Tite